# Simon Bolivar Buckner, Jr.
Pour les articles homonymes, voir Bolivar et Buckner.
Simon Bolivar Buckner, Jr., né  le 18 juillet 1886 à Munfordville dans le Kentucky et mort le 18 juin 1945 dans la préfecture d'Okinawa au Japon, est un général américain.

## Biographie

### Jeunesse
Il est le fils de Delia (Claiborne) et du général confédéré Simon Bolivar Buckner, Sr., qui s'est rendu célèbre en se rendant au brigadier-général Ulysses S. Grant à Fort Donelson et qui fut plus tard gouverneur du Kentucky de 1887 à 1891, et candidat à la vice-présidence américaine en 1896.
Buckner a été élevé dans l'ouest du Kentucky près de Munfordville, et étudie au Virginia Military Institute. Plus tard, il rejoint West Point dans la classe de 1908. Pendant la Première Guerre mondiale, il sert comme major.

### Entre-deux-guerres
Entre les deux guerres, Buckner retourne à West Point en tant qu'instructeur (1919-1923) et de nouveau comme commandant des cadets (1933-1936). Il a également été instructeur à l'école des services généraux à Fort Leavenworth, dans le Kansas, et a été le directeur de l'Army War College de Washington, DC. En 1938, il est commandant du 22e régiment d'infanterie, et en fin de 1939, quand la 6e division d'infanterie (États-Unis) est réactivé, il devient chef de la division.

### Seconde guerre mondiale
Avant Pearl Harbor, Buckner est promu brigadier-général et affecté à fortifier et protéger l'Alaska comme commandant de l'Armée de l'Alaska. Il participe à la campagne des îles Aléoutiennes (3-5 juin 1942), l'invasion japonaise des îles Kiska et Attu en juin 1942, il participe à bataille d'Attu (Opération Landcrab, mai 1943), et bataille de Kiska (août 1943).
En 1943, Buckner est promu général de division.

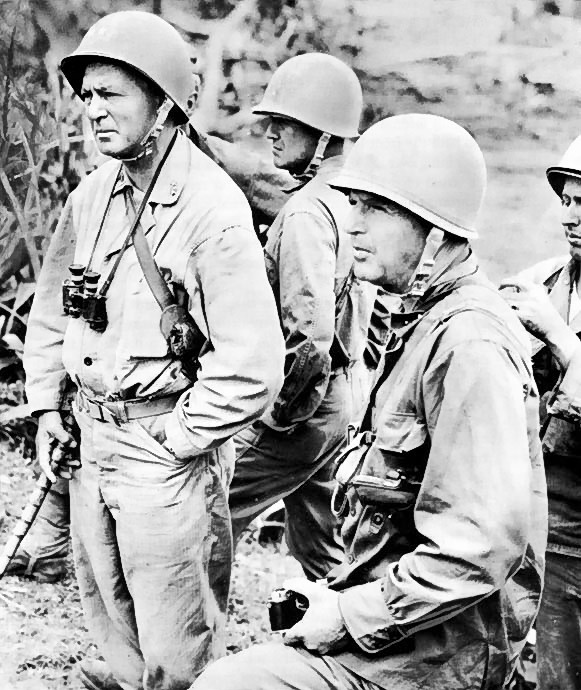
Simon Bolivar Buckner, Jr.

En juillet 1944, Buckner est envoyé à Hawaï pour organiser la 10e armée, qui est composée à la fois de l'armée de terre et des unités marines. La mission initiale de la 10e armée était de préparer l'invasion de Taiwan, mais cette opération a été annulée, et le commandement Buckner s'est préparé pour à la bataille d'Okinawa. La bataille d'Okinawa est une des  plus sanglantes batailles de l'histoire militaire américaine, le total des morts américains au cours de la bataille se portant à 12 513.
Le 17 mai 1945 le général Simon Bolivar Buckner, Jr.,commandant de la 10e armée, prend le commandement de toutes les forces terrestres du théâtre d'opérations d'Okinawa.
Le 18 juin 1945, Buckner arriva dans sa jeep de commandant en battant son pavillon standard trois étoiles, pour inspecter un poste d'observation avancé. Les visites du général n'étaient pas toujours les bienvenues car sa présence attirait le feu ennemi. Il arriva avec son casque trois étoiles dans un avant-poste et remplaça son propre casque par un casque ordinaire. Cependant, l'armée impériale japonaise d'artillerie, avec un obusier Type 96 15 cm commença à faire feu sur sa position et des explosions des éclats d'obus déchirèrent sa poitrine. Buckner fut ramené sur une civière à un poste de secours, où il mourut sur la table d'opération.
Le colonel Clarence R. Wallace et Harry M. Sarkissian étaient à ses côtés quand il est mort. Il a été remplacé par le général des Marines Roy Geiger.

### Après guerre
Buckner était marié à Adèle Blanc Buckner (1893-1988) et ils eurent trois enfants : Simon Bolivar Buckner III, Marie Blanc Buckner, et William Claiborne Buckner.
Buckner est inhumé dans le lot familial au cimetière de Frankfort (Kentucky), dans le Kentucky.

## Décorations
|             |                           |  |
|             |                           |  |
| Bronze star | Bronze star · Bronze star |  |

| Distinguished Service Cross      | Distinguished Service Cross    | Army Distinguished Service Medal | Army Distinguished Service Medal |
| Navy Distinguished Service Medal | Purple Heart                   | World War I Victory Medal        |                                  |
| American Defense Service Medal   | Asiatic-Pacific Campaign Medal | World War II Victory Medal       |                                  |

## Carrière
| Insigne               | Grade              | Corps d'armée                         | Date               |
| --------------------- | ------------------ | ------------------------------------- | ------------------ |
| Pas d'insigne         | Cadet              | USMA                                  | 16 juin 1904       |
| Pas d'insigne en 1908 | Second Lieutenant  | Regular Army of United States         | 14 février 1908    |
|                       | First Lieutenant   | Regular Army of United States         | 5 aout 1914        |
|                       | Captain            | Regular Army of United States         | 5 mai 1917         |
|                       | Major              | United States Army (Grade temporaire) | 5 aout 1917        |
|                       | Captain            | Regular Army of United States         | 21 aout 1919       |
|                       | Major              | Regular Army of United States         | 1er juillet 1920   |
|                       | Lieutenant Colonel | Regular Army of United States         | 1er avril 1932     |
|                       | Colonel            | Regular Army of United States         | 11 janvier 1937    |
|                       | Brigadier General  | Regular Army of United States         | 1er septembre 1940 |
|                       | Major General      | United States Army                    | 4 aout 1941        |
|                       | Lieutenant General | United States Army                    | 4 mai 1943         |
|                       | General            | Posthume                              | 19 juillet 1954    |